# Лудвиг V фон Хамерщайн
Лудвиг V фон Хамерщайн (на немски: Ludwig V von Hammerstein; * пр. 1311; † ок. 1335) е благородник от фамилията на бургграфовете на имперския замък Хамерщайн на река Рейн до Хамерщайн в Рейнланд-Пфалц.
Той е син на рицар Лудвиг IV фон Хамерщайн, бургграф фон „Райнек“ (* ок. 1278; † сл. 1312/1334) и съпругата му Катарина фон Мероде († сл. 1302). Внук е на Арнолд фон Хамерщайн, бургграф на замък Райнек († сл. 1288) и Гуда фон Рененберг († сл. 1268), дъщеря на Конрад фон Рененберг († 1249). Правнук е на бургграф Йохан I фон Хамерщайн († сл. 1230) и праправнук на Лудвиг III фон Хамерщайн († 1204).
Брат е на Арнолд фон Хамерщайн (* пр. 1300; † сл. 1302), Йохан фон Хамерщайн (* пр. 1318; † сл. 1328) и Маргарета фон Хамерщайн (* пр. 1325; † сл. 1335), омъжена ок. 1311 г. за бургграф Йохан III фон Райнек († сл. 1356), син на бургграф Йохан II фон Райнек († сл. 1303) и Елизабет фон Изенбург-Аренфелс († сл. 1366).
Бургграфовете на Хамерщайн живеят и управляват там до ок. 1417 г. Хамерщайн остава имперски замък, докато император Карл IV през 1374 г. преписва замъка като собственост на Курфюрство Трир.

## Фамилия
Лудвиг V фон Хамерщайн се жени за Изалда фон Изенбург-Браунсберг († сл. 1335), дъщеря на граф Йохан I фон Изенбург-Браунсберг († 1327) и Агнес фон Изенбург-Гренцау († 1314), дъщеря на Салетин II фон Изенбург и Кемпених († сл. 1297) и Агнес фон Рункел († сл. 1297). Те имат четири сина:
- Лудвиг VI фон Хамерщайн (* пр. 1335; † сл. 1374), рицар, бургграф, женен за Ирмгард фон Сарбрюк (* пр. 1336; † сл. 4 април 1379); имат четири деца
- Йохан фон Хамерщайн (* пр. 1336; † 18 май 1384)
- Бруно фон Хамерщайн (* пр. 1336; † сл. 1347)
- Арнолд фон Хамерщайн (* пр. 1336; † сл. 1347)

## Галерия
- Останки от кула на замък Хамерщайн
- Замъкът Хамерщайн